# Дитрих VII фон Хонщайн-Келбра-Морунген
Дитрих VII/VIII фон Хонщайн-Келбра-Морунген (на немски: Dietrich VII Graf von Honstein; Dietrich VIII, Graf von Honstein-Kelbra-Morungen; † 12 март 1399) е граф на Хонщайн-Келбра и Морунген (днес част от Зангерхаузен) в Саксония-Анхалт. Споменат е в документи през 1385 г.

## Произход
Той е син на граф Улрих III фон Хонщайн-Келбра († 1414) и съпругата му принцеса Агнес фон Брауншвайг-Люнебург († 1394), дъщеря на херцог Ернст I фон Брауншвайг-Грубенхаген (1297 – 1361) и графиня Аделхайд фон Еверщайн-Поле († 1373). Внук е на граф Дитрих III фон Хонщайн-Клетенберг-Херинген-Тона († 1329/1330) и Елизабет фон Валдек (ок. 1281 – 1371), дъщеря на граф Ото I фон Валдек (1266 – 1305) и ландграфиня София фон Хесен (ок. 1264 – 1331/1340). Братята му са граф Хайнрих VI (IX) фон Хонщайн-Келбра († 1455), и Ернст I фон Хонщайн († 1400), епископ на Халберщат (1390 – 1400). Сестра му Елизабет († сл. 1426) е омъжена 1396 г. за княз Бернхард V фон Анхалт-Бернбург († 1420). Сестра ну Аделхайд († сл. 1405) е омъжена 1378 г. за херцог Албрехт I (II) фон Мекленбург-Шверин († 1379), и сл. 1379 г. за граф Фридрих VIII фон Байхлинген († 1390).

## Фамилия
Дитрих VII фон Хонщайн-Келбра се жени пр. 1370 г. пр. Петдесетница за графиня Рихца фон Шварцбург-Вахсенбург († сл. 1416), дъщеря на граф Йохан II фон Шварцбург-Вахсенбург (1327 – 1407) и София фон Шварцбург († сл. 1395), дъщеря на крал Гюнтер XXI фон Шварцбург-Бланкенбург († 1349) и Елизабет фон Хонщайн-Клетенберг († 1380). Те имат две дъщери:
- Хелена фон Хонщайн, монахиня в манастир Щатилм
- Анна фон Хонщайн, абатиса в манастир Франкенхаузен